# 30-й Венецианский кинофестиваль
30-й Венецианский международный кинофестиваль проходил в Венеции, Италия, с 23 августа по 5 сентября 1969 года.
В 30-м кинофестивале из-за студенческих волнений и протестов были упразднены награды. Золотым львом был награждён Луис Бунюэль.
Событием года становится «Сатирикон» Феллини. Билеты были распроданы, руководство фестиваля решило повторно показать данный фильм, этим же вечером.

## Фильмы в конкурсе
- «Сатирикон», режиссёр Федерико Феллини
- «Первый бой мачете», режиссёр Мануэль Октавио Гомес
- «Засада», режиссёр Живоин Павлович
- «Кардильяк» / Cardillac, ФРГ, режиссёр Эдгар Рейтц
- «Кровь кондора», режиссёр Хорхе Санхинес
- «Честь и слава», режиссёр Гинек Бочан

## Награды
- «Золотой лев» за достижения в карьере Луису Бунюэлю[1].